# Rostratula benghalensis
El aguatero bengalí (Rostratula benghalensis)
 es una especie de aves caradriforme de la familia Rostratulidae. Vive en los pantanos de África, India, Pakistán y el Sudeste de Asia.

## Descripción
Es una ave zancuda de tamaño mediano. Tiene el pico largo de color castaño rojizo, ligeramente curvado hacia abajo en la punta, y un distintivo parche ocular blanco o rosado. Tiene alas redondeadas manchadas de color de ante y cola corta. El blanco del pecho se extiende en torno la parte superior del ala. Es una especie inusual, ya que presenta dimorfismo sexual invertido, la hembra es más grande y de colores más brillantes que el macho, con los lados de la cabeza, el cuello y la garganta de un rico color castaño y una banda de negra distintiva sobre el pecho. El macho es más pálido y más grisáceo.

## Comportamiento
No es una especie vocal, el macho a veces emite un trino agudo, mientras que la hembra hace un sonido gutural ook, así como ruidos silbantes durante las exhibiciones de reproducción.
Generalmente se encuentran cerca de los bordes de cañaverales a lo largo de las costas de marismas, pantanos, estanques y arroyos. Es tímido y retraído, escondiéndose cerca de la vegetación para que poder refugiarse o cubrirse si se les molesta. La hembra inicia el cortejo y puede aparearse con más de un macho. El macho incuba los huevos.
Se alimentan de insectos, crustáceos, moluscos y semillas.